# Ex fan des sixties
| Оценки критиков | Оценки критиков |
| Источник        | Оценка          |
| --------------- | --------------- |
| Allmusic        | [ 1 ]           |

Ex-fan des sixties — альбом Джейн Биркин, выпущенный в 1978 году. Автором всех песен выступил Серж Генсбур. «Dépressive» была вдохновлена «8 сонатой 13 опуса» Людвига ван Бетховена.

## Список композиций
1. Ex-fan des sixties (3:00)
2. Apocalypstick (2:35)
3. Exercice en forme de Z (2:30)
4. Mélodie interdite (3:10)
5. L’aquoiboniste (2:18)
6. Vie et résurrection d’un amour passion (3:07)
7. Nicotine (2:30)
8. Rocking chair (2:12)
9. Dépressive (3:40)
10. Le velour des vierges (2:59)
11. Classée X (2:07)
12. Mélo mélo (2:45)

Слова, музыка Сержа Генсбура

## Участники записи
- Джейн Биркин — вокал
- Брайан Оджерс — бас-гитара
- Дуги Райт — ударные
- Джим Лоулесс — перкуссия
- Алан Хокшоу — аранжировки, дирижёр

Технический персонал
- Питер Олифф — звукоинженер
- Андре Берг — фотография